# Jastrabské sedlo
Jastrabské sedlo (lokalnie również: Sedlo Jarky; 365 m n.p.m.) – niska przełęcz w zachodniej Słowacji, w głównym grzbiecie Centralnych Karpat Zachodnich, rozdzielająca Góry Strażowskie na północy od Gór Inowieckich na południu. Siodło przełęczy znajduje się w granicach wsi Mníchova Lehota (powiat Trenczyn), natomiast jej nazwa pochodzi od leżącej na południowy wschód od przełęczy wsi Trenčianske Jastrabie.

## Charakterystyka geomorfologiczna
Przełęcz jest niska, lecz stosunkowo wąska. Jej północno-zachodnie stoki opadają w głęboką i wąską dolinę, natomiast jej południowo-wschodnie podnóża są szerokie i płaskie. Pierwszym znaczniejszym szczytem po stronie Gór Strażowskich jest wznosząca się na północ od siodła przełęczy Macková (681 m n.p.m.), natomiast po stronie Gór Inowieckich leżący na południowy zachód od przełęczy Humenec (609 m n.p.m.).
W kierunku północno-zachodnim spod przełęczy spływa Turniansky potok (lewobrzeżny dopływ Wagu), natomiast w kierunku południowo-wschodnim – Sviniansky potok (niżej jako Svinica, prawobrzeżny dopływ Bebravy.

## Charakterystyka geologiczna
Przełęcz leży na linii znacznego, tzw. jastrabianskiego uskoku tektonicznego, oddzielającego mezozoiczne, płaszczowinowe formacje Gór Strażowskich (budujące je dolomity eksploatowane są w wielkim kamieniołomie, położonym tuż na wschód od przełęczy) od łupków krystalicznych zrębu Wysokiego Inowca. W strefie tego uskoku w rejonie przełęczy występuje kilka źródeł mineralnych.

## Znaczenie komunikacyjne
Przez najniższy punkt przełęczy biegnie oddana do użytku w 1901 r. linia kolejowa nr 143 Chynorany-Trenczyn, natomiast kilkanaście metrów wyżej (po stronie Gór Inowieckich) równoległa do niej droga I klasy nr I/9 (dawniej droga krajowa nr 50) z doliny Wagu przez Bánovce nad Bebravou do doliny Nitry. Na przełęczy znajdują się przystanki komunikacji autobusowej oraz przystanek kolejowy Mníchova Lehota. Przy wspomnianej drodze na przełęczy znajduje się popularny zajazd o nazwie „Radar“ i parking.

## Znaczenie turystyczne
Przez przełęcz biegną czerwone  znaki szlaku turystycznego, łączącego tu schronisko Chata pod Ostrým vrchom w Górach Strażowskich ze schroniskiem pod Inowcem w Górach Inowieckich. Zaczynają się tu też znaki  zielone, również prowadzące do wspomnianego schroniska pod Inowcem (obydwa szlaki w wejściu z przełęczy do schroniska ok. 1 h 50 min.).
Przełęcz jest też ważnym węzłem turystycznych szlaków rowerowych.